# Potoczek-Kolonia (Potoczek)
Potoczek-Kolonia – część wsi Potoczek w Polsce, położona w województwie lubelskim, w powiecie janowskim, w gminie Potok Wielki. 
W latach 1975–1998 Potoczek-Kolonia należał administracyjnie do województwa tarnobrzeskiego.
Potoczek-Kolonia powstał po 1944 roku wskutek parcelacji dóbr Potoczek.